# Drapeau de La Nouvelle-Orléans
Le drapeau de La Nouvelle-Orléans contient un grand champ blanc qui contient trois fleurs de lys dorées et est bordé en haut par une bande rouge et en bas par une bande bleue. La présence de la fleur de lys, une représentation stylisée d'une fleur et un symbole français traditionnel, démontre l’héritage français de la ville et ses liens étroits avec la France, tandis que la présence du motif est une fasce espagnole démontre l’héritage espagnol de la ville et ses liens étroits avec l'Espagne.

## Histoire
La ville de La Nouvelle-Orléans adopte son drapeau officiel en janvier 1918, après avoir sélectionné son design parmi près de 400 idées soumises à son comité du drapeau citoyen en préparation de la célébration du bicentenaire de la ville. Le drapeau rouge, blanc et bleu orné de fleurs de lys dorées combinait la palette de couleurs suggérée par une proposition avec des éléments décoratifs d’une autre. La palette de couleurs patriotiques est suggérée par Bernard Barry, alors employé comme graveur chez A. B. Griswold and Co., joailliers, et l'idée des fleurs de lys est attribuée à Gustave Couret, dessinateur du cabinet d'architecture Diboll, Owen et Goldstein. Le drapeau officiel de la ville de La Nouvelle-Orléans est nommé par le conseil municipal en janvier 1918.

## Symbolisme
Le champ blanc est le symbole de la justice et du gouvernement, la bande bleue représente la liberté et la bande rouge représente la fraternité. De plus, ce sont aussi les couleurs du drapeau de la France. Le champ blanc fait cinq fois la largeur des bandes. Les trois fleurs de lys regroupées en forme triangulaire représentent La Nouvelle-Orléans selon les principes du gouvernement, de la liberté et de la fraternité.